# Hôtel du Mouton Blanc
L'hôtel du Mouton Blanc est un hôtel de voyageurs situé au Mont-Saint-Michel, en France.

## Localisation
Le monument est situé dans le département français de la Manche, sur la commune du Mont-Saint-Michel, dans la Grande-Rue.

## Historique
L'édifice est daté du XIVe siècle. Il sert d'hôtel à partir de 1830.
En 1921, on note le nom du propriétaire sur l'enseigne en façade : Alliaume.
Ayant franchi le cap du XXIe siècle, les lieux offrent d'une part une prestation d'hôtellerie (21 chambres) catégorisée 3 étoiles et, d'autre part, une prestation de restauration sous le nom d'Auberge du Mouton Blanc (dont un service en terrasse).

## Architecture
Les façades et les toitures sont classées au titre des monuments historiques depuis le 6 septembre 1928.